# Annapurni Subramaniam
Annapurni Subramaniam es una científica del Instituto Indio de Astrofísica, Bangalore, y trabaja en áreas como los cúmulos estelares, la evolución estelar y la población en galaxias y las nubes de Magallanes.

## Educación
Annapurni estudió ciencias en el Victoria College, Palakkad.  Realizó su Doctorado sobre el tema "Estudios de cúmulos estelares y evolución estelar", en el Instituto Indio de Astrofísica en 1996.

## Carrera
Annapurni fue becaria investigadora en el Instituto Indio de Astrofísica de 1990 a 1996. Luego se convirtió en becaria posdoctoral en 1998 en el Instituto, y actualmente trabaja como científica. Ella es miembro activo de la Unión Astronómica Internacional .

## Campo de investigación
El principal campo de investigación de Annapurni incluye: 
- Cúmulos estelares (abiertos y globulares)
- Formación estelar y estrellas pre-MS.
- Estrellas clásicas Be & Herbig Ae/Be
- Estructura galáctica
- Nubes de Magallanes
- Población estelar[2]

Su lista de publicaciones se puede encontrar en la Base de Datos de Astronomía.

## Proyectos actuales
En el Instituto Indio de Astrofísica, sus proyectos actuales incluyen: 
- Línea de emisión de estrellas en cúmulos estelares.
- Historia de formación estelar de cúmulos de estrellas jóvenes.
- Candidato de clústeres abiertos antiguos: desentrañar el disco antiguo
- Fotometría precisa de grupos abiertos no estudiados
- Halo de la Pequeña Nube de Magallanes
- Población estelar en la Gran Nube de Magallanes
- Encuesta sobre límites exteriores: Nubes de Magallanes[2]